# Химический источник света

1. Внешняя оболочка из прозрачного пластика.
2. Стеклянная капсула.
3. Раствор фенилоксалата и флюоресцетного красителя.
4. Раствор перекиси водорода.
5. Компоненты смешиваются при разламывании капсулы, начинается реакция со свечением.

Химический источник света, хемилюминесцентные источники света (ХИС) — устройства, генерирующие свет при протекании химической реакции: например, каталитической реакции некоторых сложных эфиров щавелевой кислоты с пероксидом водорода в присутствии люминофора.  Наружная трубка содержит часть химической смеси. Внутренняя трубка, содержащая остальную смесь, сделана из стекла или другого хрупкого материала. Если лайтстик согнуть, внутренняя трубка сломается, и химикаты смешаются. Это приводит к реакции, которая дает свет. Это явление называется хемилюминесценцией.

## Использование

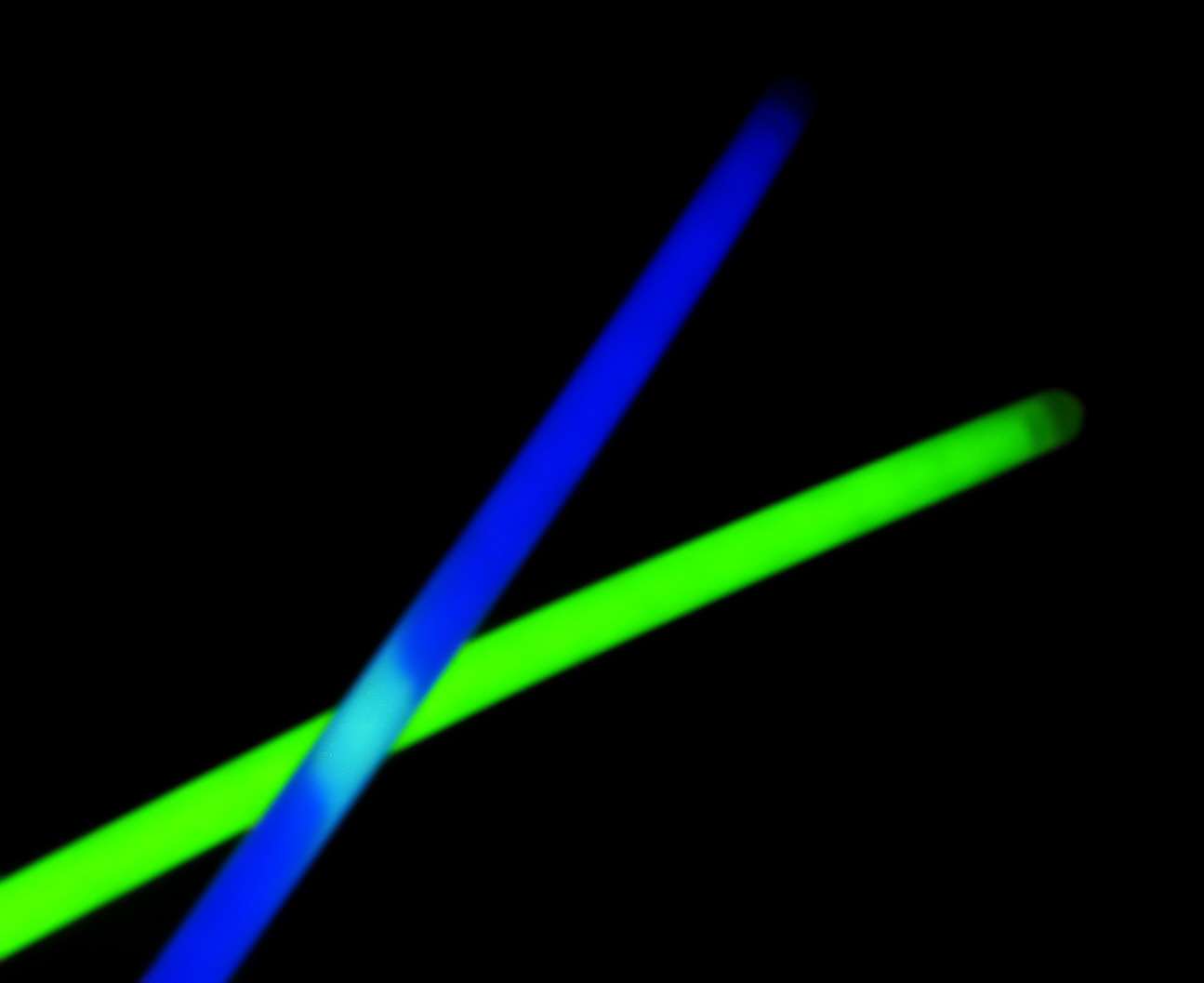
Зелёный и синий ХИС

Широко применяются в качестве автономных (до 12 часов свечения) источников света при различных аварийно-спасательных, дорожных, уличных работах, в чрезвычайных ситуациях, в туризме и спелеологии, подводном плавании, для подачи сигналов, вообще в качестве различного рода резервных осветителей, в декоративном освещении, для развлечений (wotagei).
Будучи полностью автономными, прочными, пожаробезопасными и водонепроницаемыми, пригодными для долгого хранения, источники могут использоваться в широком диапазоне применений. Выпускаются, как правило, в виде пластиковых палочек или браслетов, которые при надламывании начинают светиться бледным светом.
Цвет источников может иметь флуоресцентные оттенки различных цветов, как правило зелёного, голубого, или оранжевого.
Обычно бытовые ХИС обеспечивают освещенность около 100 люкс сразу после активирования, снижая мощность до 20−40 люкс через 10−15 минут.

## Нагревание/Охлаждение
Регенерируемые «ХИС»
До конца 1990-х годов в массовой продаже встречались изделия, способные продолжить работу после полного затухания и окончания протекания химической реакции. После непродолжительного механического воздействия в течение 1−2 минут изделие испускало свет на протяжении 1−3 часов, в течение 4−5 циклов такой «перезарядки» постепенно интенсивность свечения снижалась, пока не сходила на нет.
В 2000-х годах производство было остановлено из-за использования дорогостоящих материалов и их высокой токсичности.
Считается, что светящиеся палочки могут быть помещены в морозильник, чтобы замедлить химические реакции, что позволяет палочкам храниться в течение двух-трёх ночей. Холод возбуждает переход смеси в твердое состояние и замедляет освобождение фотонов. Наоборот, под воздействием микроволнового излучения или горячей воды ускоряется освобождение фотонов и увеличивается яркость свечения, но уменьшается его продолжительность. Это, однако, как правило, зависит от конкретного состава химических веществ в конкретной светящейся палочке.

## Безопасность
Жидкости, содержащиеся в некоторых ХИС (до десятков миллилитров), могут представлять опасность при нарушении целостности оболочки источника и попадании на кожу.